# Anders Eggert
Anders Eggert Jensen (Aarhus, Dinamarca, 14 de mayo de 1982) es un exjugador profesional de balonmano danés que jugaba de extremo izquierdo. Su último equipo fue el Skjern HB de la 888ligaen. Fue un componente de la selección de balonmano de Dinamarca, con la que debutó en 2003.

## Equipos
- Braband (1987-1999)
- Voel/Silkeborg KFUM (1999-2003)
- GOG Svendborg TGI (2003-2006)
- SG Flensburg-Handewitt (2006-2008)
- Skjern HB (2008-2009)
- SG Flensburg-Handewitt (2009-2017)
- Skjern HB (2017-2021)

## Palmarés

### GOG Svendborg
- Liga de Dinamarca (2004)
- Copa de Dinamarca (2003 y 2005)

### Flensburg-Handewitt
- Liga de Campeones de la EHF (1): 2014
- Copa de Alemania de balonmano (1): 2015
- Supercopa de Europa de Balonmano (1): 2012

### Skjern
- Liga danesa de balonmano (1): 2018

### Selección nacional

#### Campeonato de Europa
- Medalla de Oro en el Campeonato Europeo de Balonmano Masculino de 2012.
- Medalla de Plata en el Campeonato Europeo de Balonmano Masculino de 2014.

#### Campeonato del Mundo
- Medalla de Plata en el Campeonato Mundial de Balonmano Masculino de 2011.[2]
- Medalla de Plata en el Campeonato Mundial de Balonmano Masculino de 2013.[2]

### Consideraciones personales
- Máximo goleador del Campeonato Mundial de Balonmano Masculino de 2013.